# Košutnik (potok)
Košutnik je gorski potok, ki svoje vode nabira na južnem pobočju gorskega grebena Košuta v Karavankah in se kot prvi desni pritok izliva v Tržiško Bistrico.